# Aeroportul Camdenton Memorial
Aeroportul Camdenton Memorial (IATA: OZS, ICAO: KOZS, FAA LID: OZS) este un aeroport din Missouri, Statele Unite ale Americii ce deservește zona Camdenton⁠(d). A fost numit după zona deservită.
Situat la o altitudine de 324 m, aeroportul dispune de 1 pistă.

## Infrastructură

### Piste
Aeroportul dispune de o singură pistă. Pista 15/33 are suprafața de asfalt și dimensiunile 4.000 picioare × 75 picioare. 